# 瓦亚诺
瓦亚诺（義大利語：Vaiano），是意大利托斯卡纳大区普拉托省的一个市镇。总面积34.24平方公里，人口9945人，人口密度290.4人/平方公里（2009年）。